# Colombia International 2013
Die Colombia International 2013 im Badminton fanden vom 15. bis zum 18. August 2013 in Armenia statt. 

## Sieger und Platzierte
| Disziplin    | Gold                  | Silber          | Bronze                        |
| ------------ | --------------------- | --------------- | ----------------------------- |
| Herreneinzel | Raul Pineda Rodriguez | Stiven Pulgarin | -                             |
| Dameneinzel  | Lesly Moncayo Fajardo | Luisa Valero    | Maria Julieth Perez Tangarife |